# Альянс Варгас
Альянс Варгас (ісп. Allans Vargas; нар. 25 вересня 1993) — гондураський футболіст, захисник клубу «Реал Еспанья».
Виступав, зокрема, за олімпійську збірну Гондурасу.

## Клубна кар'єра
У дорослому футболі дебютував 2013 року виступами за команду клубу «Реал Еспанья», кольори якої захищає й донині.

## Виступи за збірну
2016 року захищав кольори олімпійської збірної Гондурасу. У складі цієї команди провів 6 матчів. У складі збірної — учасник футбольного турніру на Олімпійських іграх 2016 року у Ріо-де-Жанейро.

## Титули і досягнення
- Переможець Центральноамериканських ігор: 2013
- Переможець Центральноамериканського кубка: 2017